# 镧系元素
鑭系元素是第57号元素镧到71号元素（或称鑥）共15种化學元素的统称。镧系元素位於元素週期表第6週期的鋇與鉿之間，位於錒系元素上方，但通常為了避免週期表形狀過寬影響觀看，而將鑭系和錒系元素移至週期表下方獨立列出。镧系元素可用符号Ln來表示。
除了屬於d區的鎦之外，所有鑭系元素都是f區元素，鑭系元素原子基态的电子排布是4f0~145d0~16s2，其原子的外层和次外层的电子排布基本相同，新增加的电子則大都填入从外侧数進來的第三个电子层（即4f电子层）中，所以镧系元素又可以称为4f系。由于镧系元素都是金属，故可和锕系元素统称为f区金属。为了区别于周期表中的d区过渡元素，故又将镧系元素及锕系元素合称为内过渡元素。
鑭系元素和3族的釔、鈧兩元素合稱為稀土元素，這些元素原子外层的电子排布基本相同，都傾向形成+3價的陽離子，故彼此之間具有非常相似的化學性質，經常在礦物中共生存在，難以相互分離，再加上它們在地殼中的分布相當分散，造成開採上的困難，故稱作「稀土」。由於鑭系元素的价电子排布高度相同，它們物理和化學性質的相異性主要透過原子半徑的差異來展現，鑭系收縮現象使得鑭系元素的熔點、硬度、密度和金屬活動性等性質隨著原子序的漸增而有趨勢性的變化。此外，由於電子排布的差異，雖然所有镧系元素都能形成化学性质类似的+3价化合物，个别镧系元素如鈰、釤、銪、鐿等也能生成稳定性不一的+2价或+4价化合物，所以15个鑭系元素之間的化学性质并不完全相同。此外每個鑭系元素在光学、电磁学等物理性质方面也有各自的特殊性。
由於鎦在週期表中屬於d區，而其他鑭系元素位於f區，因此有人認為鎦應該是過渡金屬而非鑭系元素。但為了方便敘述，現今仍習慣將其與鑭系合稱。參見錒系元素中關於鐒的地位的爭議，以及有關3族元素定義的爭論。

## 性質
| 元素名稱                       | 鑭          | 鈰         | 鐠         | 釹         | 鉕     | 釤         | 銪     | 釓                | 鋱            | 鏑     | 鈥      | 鉺      | 銩      | 鐿       | 鎦      |
| ------------------------------ | ----------- | ---------- | ---------- | ---------- | ------ | ---------- | ------ | ----------------- | ------------- | ------ | ------- | ------- | ------- | -------- | ------- |
| 原子序                         | 57          | 58         | 59         | 60         | 61     | 62         | 63     | 64                | 65            | 66     | 67      | 68      | 69      | 70       | 71      |
| 符號                           | La          | Ce         | Pr         | Nd         | Pm     | Sm         | Eu     | Gd                | Tb            | Dy     | Ho      | Er      | Tm      | Yb       | Lu      |
| 圖片                           |             |            |            |            |        |            |        |                   |               |        |         |         |         |          |         |
| 密度（g/cm3）                  | 6.162       | 6.770      | 6.77       | 7.01       | 7.26   | 7.52       | 5.244  | 7.90              | 8.23          | 8.540  | 8.79    | 9.066   | 9.32    | 6.90     | 9.841   |
| 熔點（°C）                     | 920         | 795        | 935        | 1024       | 1042   | 1072       | 826    | 1312              | 1356          | 1407   | 1461    | 1529    | 1545    | 824      | 1652    |
| 沸點（°C）                     | 3464        | 3443       | 3520       | 3074       | 3000   | 1794       | 1529   | 3273              | 3230          | 2567   | 2720    | 2868    | 1950    | 1196     | 3402    |
| 電子組態 （氣相）              | 5d1         | 4f15d1     | 4f3        | 4f4        | 4f5    | 4f6        | 4f7    | 4f75d1            | 4f9           | 4f10   | 4f11    | 4f12    | 4f13    | 4f14     | 4f145d1 |
| 電子組態 （固相）              | 5d1         | 4f15d1     | 4f25d1     | 4f35d1     | 4f45d1 | 4f55d1     | 4f7    | 4f75d1            | 4f85d1        | 4f95d1 | 4f105d1 | 4f115d1 | 4f125d1 | 4f14     | 4f145d1 |
| 金屬半徑（pm）                 | 162         | 181.8      | 182.4      | 181.4      | 183.4  | 180.4      | 208.4  | 180.4             | 177.3         | 178.1  | 176.2   | 176.1   | 175.9   | 193.3    | 173.8   |
| 25°C時的電阻率（μΩ·cm）        | 57–80 20 °C | 73         | 68         | 64         |        | 88         | 90     | 134               | 114           | 57     | 87      | 87      | 79      | 29       | 79      |
| 磁化率 χmol /10−6（cm3·mol−1） | +95.9       | +2500（β） | +5530（α） | +5930（α） |        | +1278（α） | +30900 | +185000 （350 K） | +170000 （α） | +98000 | +72900  | +48000  | +24700  | +67（β） | +183    |

鑭系元素彼此之間具有相似的物理及化学性质，它們皆為银灰色有光泽的金屬，質地較軟，晶体结构多为六方最密堆積（HCP）或面心立方（FCC）。鑭系元素屬於較活潑的金屬，在潮湿空气中會迅速氧化，能和水反應產生鹼性氫氧化物並放出氫氣，易溶于稀酸。
鑭系元素的原子半徑隨著原子序增加而逐漸縮小，稱作鑭系收縮現象，因此越重的鑭系元素其硬度、密度及熔點越高，鹼性及反應性越低。較輕的鑭系元素（如鑭、鈰、鐠等）暴露在空氣中表層會快速氧化，在表面形成疏鬆易碎的氧化層，並持續往內侵蝕，因此需要保存在礦物油中；而較重的鑭系元素（如鈥、鉺、銩等）則可穩定存在於乾燥空氣中。不過63號的銪是鑭系收縮現象最顯著的一大例外，是原子半徑最大、密度最低且最活潑的鑭系元素，在空氣中會迅速氧化，就算浸在礦物油中，表面也總是被氧化層覆蓋而失去金屬光澤。鐿是鑭系收縮現象的另一例外。
鑭系元素的化合价主要是+3价，能形成稳定的配合物及微溶于水的草酸盐、氟化物、碳酸盐、磷酸盐及氢氧化物等。除了尋常的+3價外，有些鑭系元素也具有+4、+2等可變價態，如铈的+4价较其他鑭系元素來得稳定，镨和铽也有极个别的+4价氧化物，而钐、铕、镱有+2价化合物。
在鑭系元素的+3价氧化物中，氧化镧和氧化铕的吸水性和碱性与氧化钙相似，其餘則隨著原子序增加依次转弱。
鑭系元素具有顺磁性（鑭的化合物除外），而鑭的化合物則呈反磁性。釓在溫度低於16°C（釓的居禮點）時會變為鐵磁性，是除了鐵系元素（鐵、鈷和鎳）外唯一能在接近室溫的環境下產生鐵磁性的金屬元素。至於其他較重的鑭系元素——鋱、鏑、鈥、鉺、銩和鐿——在更低的溫度下也會呈現出鐵磁性。
鉕是唯一一個沒有穩定同位素的鑭系元素，其寿命最长的同位素145Pm的半衰期為17.7年，会衰变成接近稳定的145Nd，再衰变成141Ce，最后衰变成稳定的141Pr。

## 氧化态
镧系元素在固态、水溶液中或其他溶剂中的特征氧化态是+3。由于镧系元素在气态时，失去两个6s电子和一个5d电子或失去两个6s电子和一个4f电子所需的电离能比较低，所以一般能形成稳定的+3氧化态。除+3特征氧化态外，有些镧系元素还存在着+4或+2等不常见的氧化态，而這些元素都位於鑭、釓或鎦的兩側附近。原因是La3+、Gd3+和Lu3+的4f亚层分別為全空、半满或全满的状态，最為稳定，這使得位於鑭、釓或鎦旁邊的元素有獲得或失去電子以達到或接近上述穩定狀態的趨勢，故產生了+4或+2等變價。例如铈、镨、钕、铽、镝存在+4氧化态，而钕、钐、铕、镝、铥、镱存在+2氧化态。
由於+3价鑭系離子的電荷相同，離子半徑相近，電子組態除了4f層有所不同外餘皆相同，所以化学性质彼此都很相似。而+2價鑭系離子半徑增大、電荷變小，故性質往往與鹼土金屬離子較為相似；+4價鑭系離子則因半徑變小、電荷增大而與Th4+、U4+等相似。這種因價態變化而導致的性質差異已在分析和分離提取上有所應用，但由於Ln2+和Ln4+分別具有極強的還原性或氧化性，因此穩定性大多很差，在溶液中很不穩定。+4價鑭系離子中只有Ce4+能存在于溶液中，是很强的氧化剂；而+2價鑭系離子中穩定性最高的是Eu2+，Yb2+和Sm2+次之。

## 原子半径和离子半径（镧系收缩）
镧系元素的原子半径和离子半径随原子序数的增加而逐渐减小，这种的现象称为镧系收缩。
鑭系收縮現象的存在讓鑭系元素之間的原子半徑與離子半徑產生不同，從而讓它們的物理及化學性質呈現趨勢性的差異。如果沒有鑭系收縮現象，鑭系元素的分離將會變得極為困難。
| 原子序数 | 元素名称 | 原子半径（pm） | +2离子半径（pm） | +3离子半径（pm） | +4离子半径（pm） |
| -------- | -------- | -------------- | ---------------- | ---------------- | ---------------- |
| 58       | 铈（Ce） | 182.47         | ——               | 103.4            | 92.0             |
| 59       | 镨（Pr） | 182.79         | ——               | 101.3            | 90.0             |
| 60       | 钕（Nd） | 182.14         | ——               | 99.5             | ——               |
| 61       | 钷（Pm） | 181.12         | ——               | 97.9             | ——               |
| 62       | 钐（Sm） | 180.41         | 111.0            | 96.4             | ——               |
| 63       | 铕（Eu） | 204.18         | 109.0            | 95.0             | ——               |
| 64       | 钆（Gd） | 180.13         | ——               | 93.8             | 84.0             |
| 65       | 铽（Tb） | 178.33         | ——               | 92.3             | 84.0             |
| 66       | 镝（Dy） | 177.40         | ——               | 90.8             | ——               |
| 67       | 钬（Ho） | 176.61         | ——               | 89.4             | ——               |
| 68       | 铒（Er） | 175.66         | ——               | 88.1             | ——               |
| 69       | 铥（Tm） | 174.62         | 94.0             | 86.9             | ——               |
| 70       | 镱（Yb） | 193.92         | 93.0             | 85.8             | ——               |
| 71       | 镥（Lu） | 173.49         | ——               | 84.8             | ——               |

## 离子的颜色
| 氧化態 | 鑭   | 鈰   | 鐠   | 釹   | 鉕   | 釤   | 銪   | 釓   | 鋱   | 鏑   | 鈥   | 鉺   | 銩   | 鐿   | 鎦   |
| +2     |      |      |      |      |      | Sm2+ | Eu2+ |      |      |      |      |      | Tm2+ | Yb2+ |      |
| +3     | La3+ | Ce3+ | Pr3+ | Nd3+ | Pm3+ | Sm3+ | Eu3+ | Gd3+ | Tb3+ | Dy3+ | Ho3+ | Er3+ | Tm3+ | Yb3+ | Lu3+ |
| +4     |      | Ce4+ | Pr4+ | Nd4+ |      |      |      |      | Tb4+ | Dy4+ |      |      |      |      |      |

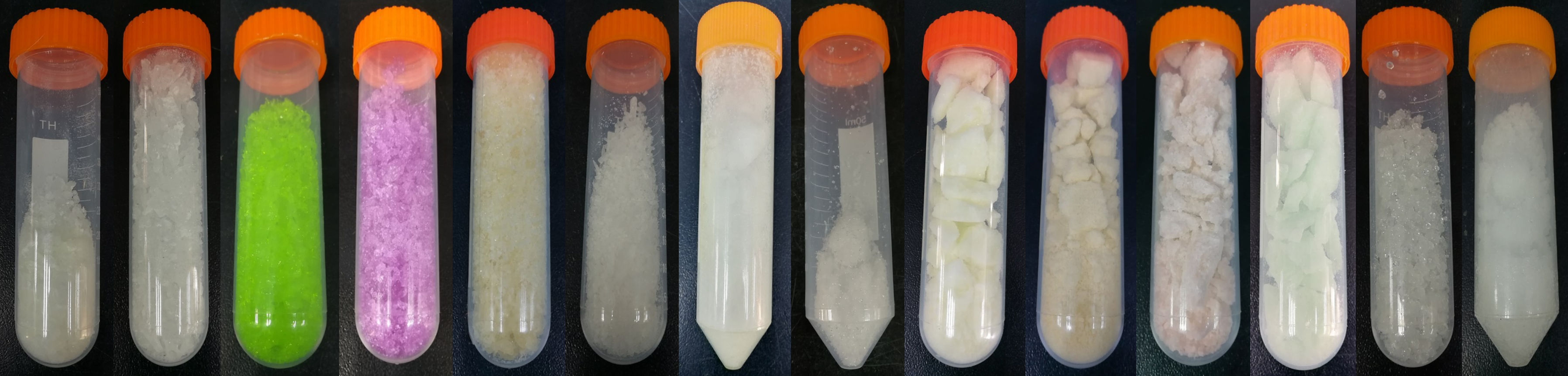
镧系元素的硝酸盐 Ln(NO3)3·6H2O（不含钷）

## 分布
鑭系元素在地殼中常和釔一同出現在獨居石、氟碳鈰礦、磷釔礦和矽鈹釔礦等稀土礦物中，而豐度也和大部份過渡金屬相當，不過由於它們彼此之間的化學性質非常相似，因此不易從其礦石中萃取。這些礦物中通常也含有不少的錒系元素釷。
具放射性的鉕由於半衰期很短，在自然界中僅痕量存在，任何时刻地殼中其總存量都不到1公斤，因此通常由人工合成的方式生產。

## 用途
| 應用           | 占比 |
| -------------- | ---- |
| 催化轉換器     | 45%  |
| 石油精煉催化劑 | 25%  |
| 永久磁鐵       | 12%  |
| 玻璃拋光及陶瓷 | 7%   |
| 冶金           | 7%   |
| 磷光體         | 3%   |
| 其他用途       | 1%   |

鑭系元素及其化合物在工業上有很多重要用途，但與其他元素相比用量相對較小。每年約有15000噸鑭系元素被用作催化劑和用於玻璃生產，相當於85%左右的鑭系元素年產量。但從價值的角度來看，鑭系元素在磁鐵和磷光體方面的應用更為重要。
鑭系元素在工業上的常見應用包括稀土磁鐵（如釹磁鐵、釤鈷磁鐵）、高折射率光學玻璃、拋光粉、精煉催化劑、超導體、鎂合金和混合動力汽車部件（主要為電池和磁鐵）等。鑭系元素離子被用作雷射器發光材料中的活性界質，例如摻釹釔鋁石榴石（Nd:YAG）雷射器等，廣泛用於醫學、牙科和工業等領域。摻鉺光纖放大器是光纖通訊系統中的重要器件。摻雜銪、鋱等鑭系元素離子的磷光體在陰極射線管中作為顯色材料，在上個世紀廣泛用於彩色電視機。將二氧化鈰等鑭系元素氧化物與鎢混合後作為電極可改善鎢極氣體保護電弧焊在高溫下的焊接性能，以取代因其微放射性而有安全疑慮的二氧化釷。由於釓化合物具有高度的順磁性，釓的螯合物被廣泛用作磁振造影的顯影劑。
隨著近年來鑭系元素的用途、應用和需求不斷增長，價格也不斷水漲船高。在石油流化催化裂化過程中用作催化劑的氧化鑭價格從2010年初的每公斤5美元上漲到2011年6月的每公斤140美元。釹磁鐵作為目前最主要的永久磁鐵類型，用於混合動力汽車、插電式混合動力車、電動汽車、風力發電機等機具之高效率馬達，其市場需求量每年以20%~30%的幅度遞增，其中所需的釹、鐠、鏑及鋱等鑭系元素將可能成為世界上地緣政治競爭的主要資源對象之一，尤其豐度較低的重鑭系元素鏑及鋱將很快面臨資源短缺的困境。

## 對生物的影響
鑭系元素在生物圈中的利用度很低。除了少數嗜甲烷菌外，目前沒有發現鑭系元素在其他生物體中發揮任何生物學作用。但與大多數其他非礦物質元素相比，鑭系元素被認為毒性較低。
鑭、鈰等輕鑭系元素對於火山泥溫泉中的嗜甲烷菌（如Methylacidiphilum fumariolicum、Methylorubrum extorquens和Methylobacterium radiotolerans等）至關重要，是其體內甲醇脫氫酶的重要輔因子。由於輕鑭系元素彼此間化學性質的高度相似性，菌體內的鑭、鈰、鐠和釹可以相互取代而不會對菌體產生任何不良影響。若以釤、銪或釓等質量稍重的鑭系元素取代，除了使它們生長緩慢外亦沒有其他副作用。
儘管放射性的鉕可能和其他鑭系元素一樣化學毒性較低，由於其衰變時釋放的γ射線可能引發輻射中毒，因此對生物而言是高毒性的物質。